# I Hate Myself for Loving You
 (septembre 2020).
Si vous disposez d'ouvrages ou d'articles de référence ou si vous connaissez des sites web de qualité traitant du thème abordé ici, merci de compléter l'article en donnant les références utiles à sa vérifiabilité et en les liant à la section « Notes et références ».
I Hate Myself for Loving You est une chanson de Joan Jett extraite de l'album Up Your Alley.
Cette chanson sortit en 1988, après une période d'inactivité.
C'est l'ancien guitariste des Rolling Stones Mick Taylor qui joue le solo de guitare.
Elle a été classée no 46 dans le Billboard Hot 100.
La chanson est reprise par Eric Cartman, dans l'épisode 3 de la saison 16 de South Park, Nibarding.